# Agesandre

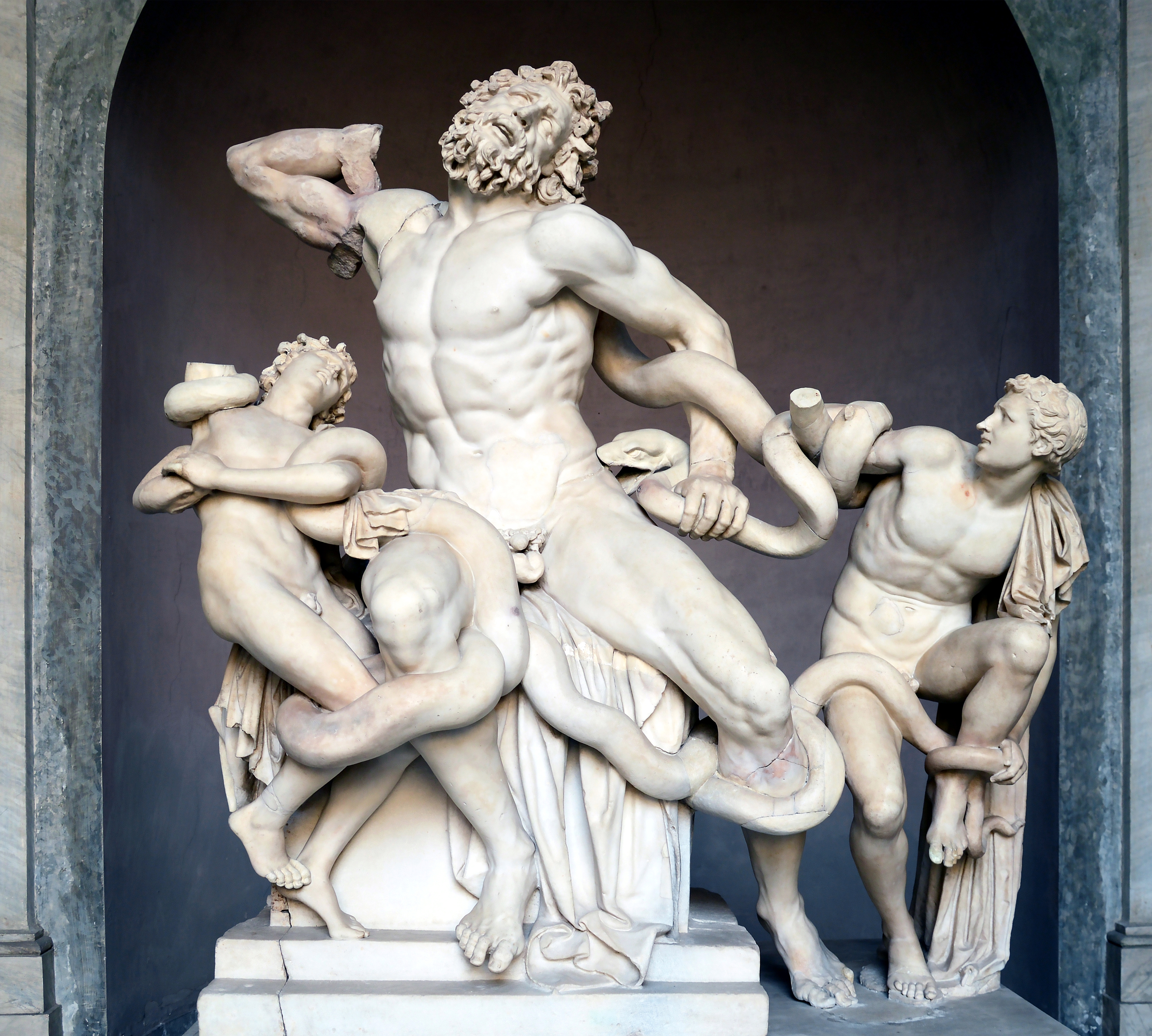
Laocoont i els seus fills.

Agesandre (grec antic: Ἀγήσανδρος, llatí: Agesander) fou un escultor nadiu de l'illa de Rodes esmentat només per Plini (Naturalis Historia XXXVI, 5) i de qui es coneix solament una obra. En col·laboració amb Polidor i Atenodor de Rodes, el seu fill, va esculpir un grup conegut com a Laocoont i els seus fills, que és un dels exemples de màxima perfecció en escultura.
El grup escultòric va ser descobert el 1505 prop de les Termes de Titus a un turó romà. Avui es conserva als Museus Vaticans. Segons la inscripció del pedestal del grup, Agesandre era el pare d'Atenodor, i es pensa que també ho podria ser de Polidor i d'Agesàndrides.